# Irak az 1960. évi nyári olimpiai játékokon
Irak az olaszországi Rómában megrendezett 1960. évi nyári olimpiai játékok egyik részt vevő nemzete volt. Az országot az olimpián 5 sportágban 21 sportoló képviselte, akik összesen 1 érmet szereztek.

## Érmesek
| Érem  | Versenyző        | Sportág    | Versenyszám |
| ----- | ---------------- | ---------- | ----------- |
| Bronz | Abdul Wahid Aziz | Súlyemelés | 67,5 kg     |

## Atlétika
Férfi
| Versenyző                                                       | Versenyszám     | Előfutam | Előfutam | Negyeddöntő | Negyeddöntő | Elődöntő | Elődöntő | Döntő   | Döntő    |
| Versenyző                                                       | Versenyszám     | Idő      | Hely.    | Idő         | Hely.       | Idő      | Hely.    | Idő     | Helyezés |
| --------------------------------------------------------------- | --------------- | -------- | -------- | ----------- | ----------- | -------- | -------- | ------- | -------- |
| Khudhir Zalata                                                  | 100 m           | 11,3     | 6.       | kiesett     | kiesett     | kiesett  | kiesett  | kiesett | kiesett  |
| Falih Fahmi                                                     | 200 m           | 22,6     | 4.       | kiesett     | kiesett     | kiesett  | kiesett  | kiesett | kiesett  |
| Jassim Karim Kuraishi                                           | 400 m           | 49,2     | 5.       | kiesett     | kiesett     | kiesett  | kiesett  | kiesett | kiesett  |
| Kassim Mukhtar                                                  | 1500 m          | 4:00,1   | 13.      |             |             |          |          | kiesett | kiesett  |
| Kassim Mukhtar                                                  | 5000 m          | 15:00,6  | 11.      |             |             |          |          | kiesett | kiesett  |
| Nazzar Al-Jamali                                                | 110 m gát       | 15,8     | 6.       | kiesett     | kiesett     | kiesett  | kiesett  | kiesett | kiesett  |
| Nazzar Al-Jamali                                                | 400 m gát       | 58,0     | 6.       |             | kiesett     | kiesett  | kiesett  | kiesett |          |
| Jassim Karim Kuraishi Khudhir Zalata Falih Fahmi Ghanim Mahmoud | 4 × 100 m váltó | 41,7     | 4.       |             | kiesett     | kiesett  | kiesett  | kiesett |          |

| Versenyző                 | Versenyszám   | Selejtező                | Selejtező                | Döntő    | Döntő    |
| Versenyző                 | Versenyszám   | Eredmény                 | Helyezés                 | Eredmény | Helyezés |
| ------------------------- | ------------- | ------------------------ | ------------------------ | -------- | -------- |
| Mohamed Abdul Razzak      | Magasugrás    | érvényes kísérlet nélkül | érvényes kísérlet nélkül | kiesett  | kiesett  |
| Mohamed Abdullah          | Rúdugrás      | érvényes kísérlet nélkül | érvényes kísérlet nélkül | kiesett  | kiesett  |
| Abdul Sattar Abdul Razzak | Távolugrás    | 637 cm                   | 46.                      | kiesett  | kiesett  |
| Abdul Sattar Abdul Razzak | Hármasugrás   | 14,56 m                  | 32.                      | kiesett  | kiesett  |
| Nayef Mohamed Hameed      | Súlylökés     | 13,65 m                  | 23.                      | kiesett  | kiesett  |
| Nayef Mohamed Hameed      | Diszkoszvetés | 39,37 m                  | 34.                      | kiesett  | kiesett  |
| Salah Majid               | Gerelyhajítás | 57,52 m                  | 27.                      | kiesett  | kiesett  |

## Birkózás
Szabadfogású
| Versenyző         | Versenyszám | 1. forduló                  | 1. forduló | 1. forduló | 2. forduló                       | 2. forduló | 2. forduló | 3. forduló              | 3. forduló | 3. forduló | 4. forduló        | 4. forduló | 4. forduló | 5. forduló        | 5. forduló | 5. forduló | 6. forduló        | 6. forduló | 6. forduló | Döntő             | Döntő   | Döntő   | Helyezés |
| Versenyző         | Versenyszám | Ellenfél Eredmény           | Pont       | Hely.      | Ellenfél Eredmény                | Pont       | Hely.      | Ellenfél Eredmény       | Pont       | Hely.      | Ellenfél Eredmény | Pont       | Hely.      | Ellenfél Eredmény | Pont       | Hely.      | Ellenfél Eredmény | Pont       | Hely.      | Ellenfél Eredmény | Pont    | Hely.   | Helyezés |
| ----------------- | ----------- | --------------------------- | ---------- | ---------- | -------------------------------- | ---------- | ---------- | ----------------------- | ---------- | ---------- | ----------------- | ---------- | ---------- | ----------------- | ---------- | ---------- | ----------------- | ---------- | ---------- | ----------------- | ------- | ------- | -------- |
| Kasim Ahmed Sayed | 62 kg       | Roberto Vallejo (MEX) · 2-2 | 2          | =13.       | Sztéfanosz Joanídisz (GRE) · 1-3 | 3          | =6.        | Louis Giani (USA) · 3-1 | 6          | =10.       | kiesett           | kiesett    | kiesett    | kiesett           | kiesett    | kiesett    | kiesett           | kiesett    | kiesett    | kiesett           | kiesett | kiesett | 10.      |

## Kerékpározás

### Országúti kerékpározás
| Versenyző     | Versenyszám   | Idő           | Helyezés      |
| ------------- | ------------- | ------------- | ------------- |
| Mahmood Munim | Mezőnyverseny | nem ért célba | nem ért célba |
| Hamid Oraibi  | Mezőnyverseny | nem ért célba | nem ért célba |

## Ökölvívás
| Versenyző        | Versenyszám  | Selejtező         | 32-es főtábla                  | Nyolcaddöntő                | Negyeddöntő       | Elődöntő          | Döntő             | Helyezés |
| Versenyző        | Versenyszám  | Ellenfél Eredmény | Ellenfél Eredmény              | Ellenfél Eredmény           | Ellenfél Eredmény | Ellenfél Eredmény | Ellenfél Eredmény | Helyezés |
| ---------------- | ------------ | ----------------- | ------------------------------ | --------------------------- | ----------------- | ----------------- | ----------------- | -------- |
| Taha Abdul Karim | Könnyűsúly   | erőnyerő          | Kazimierz Paździor (POL) · 0-5 | kiesett                     | kiesett           | kiesett           | kiesett           | 17.      |
| Khalid Al-Karkhi | Kisváltósúly | erőnyerő          | Grace Sseruwagi (UGA) · 4-1    | Clement Quartey (GHA) · 0-5 | kiesett           | kiesett           | kiesett           | 9.       |

## Súlyemelés
| Versenyző           | Versenyszám | Nyomás   | Nyomás   | Szakítás | Szakítás | Lökés    | Lökés    | Összesen | Helyezés |
| Versenyző           | Versenyszám | Eredmény | Helyezés | Eredmény | Helyezés | Eredmény | Helyezés | Összesen | Helyezés |
| ------------------- | ----------- | -------- | -------- | -------- | -------- | -------- | -------- | -------- | -------- |
| Ali Hassain Hussain | 56 kg       | 87,5     | =13.     | 100,0    | =4.      | 125,0    | =8.      | 312,5    | 8.       |
| Zuhair Elia Mansour | 56 kg       | 87,5     | =13.     | 85,0     | =15.     | 117,5    | 15.      | 290,0    | 15.*     |
| Abdul Wahid Aziz    | 67,5 kg     | 117,5    | =2.      | 115,0    | 3.       | 147,5    | =4.      | 380,0    |          |
| Shakir Salman       | 82,5 kg     | 115,0    | =16.     | 120,0    | =7.      | 155,0    | =7.      | 390,0    | 9.       |
| Hadi Abdul Jabbar   | +90 kg      | 147,5    | =6.      | 125,0    | =11.     | 160,0    | =13.     | 432,5    | 10.      |

* - egy másik versenyzővel azonos eredményt ért el